# 紳探追緝令
《紳探追緝令》（韓語：젠틀맨）是一部2022年上映的韩国犯罪电影，为韩国本土OTT服务提供商wavve出品的首部原创电影，由电影《艺术家：重生》的导演金庆元执导，朱智勛、朴誠雄、崔成恩主演。电影讲述一个私人侦探社社长在解决委托案件的过程中，为了洗清自己的罪名而冒充检察官的故事，2022年12月28日在韩国上映。
2023年1月12日起提供VOD家庭点播服务。

## 剧情概要
案件解决成功率100%的私人侦探所社长池贤秀为了寻找失踪的委托人，不惜冒充检察官，不计较使用合法、非法的方式追踪坏人。

## 演员阵容

### 主要人物
- 朱智勛 饰演 池贤秀，成功率100%的私人侦探社社长。
- 朴誠雄 饰演 权道勋，贵族检察官出身的律师事务所财阀。
- 崔成恩 饰演 金华珍，以监察部的“疯X”闻名的狠毒检察官。

### 其他人物
- 姜泓錫 饰演 赵昌模，池贤秀的左膀右臂、负责拍照摄影。[8]
- 李达 饰演 赵弼勇，私人侦探社里负责跟踪的职员。[9]
- 朴惠恩 饰演 李朗，私人侦探社的黑客。
- 權韓率 饰演 珠英
- 李書煥 饰演 李班长
- 朴智勋 饰演 孙明昊
- 林成宰 饰演 车警官
- 李玄均 饰演 姜检察官，逮捕池贤秀的过程中遭遇事故。[10]
- 韩思明 饰演 金科长
- 郭敏奎 饰演 都俊浩
- 金兰姬 饰演 郑室长
- 金贵先 饰演 中央地方检察厅检察长
- 韩音等 饰演 律所秘书
- 吴雅妍 饰演 中央地方检察厅检察长的秘书
- 韩东希 饰演 女学生[11]
- 崔熙真 饰演 护士
- 李华贞 饰演 华珍的前辈
- 阿努帕姆·特里帕蒂 饰演 金大雄
- 裴盛日 饰演 出租车司机

## 制作

### 选角
金华珍一角最初邀请韓韶禧出演，之后其由于健康原因退出此片。

### 主体拍摄
主体拍摄于2021年8月20日开始，同年12月5日杀青。10月15日在京畿道杨平郡拍摄时，由于“捅”了蜂窝而遭蜂群袭击，致16人受伤接受治疗。

## 反响

### 票房
上映首日（12月28日）动员4万4056名观众到影院观影，位列单日票房第三位，放映屏数751块。截至2023年1月11日，此片累计观影人次为21万7724名。

### 专业评价
电影专栏作家郑时雨认为此片在配乐和摄影方面显而易见地看到创作者投入精力去突破观众在剧情设定、人物构成和传达的讯息方面的熟悉感，片中的两次反转也在彻底地计划下顺利地避免逻辑上的崩溃，同时也对此片是否有效压缩故事提出了疑问，进而导致观影无法尽兴。
电影杂志《Cine21》的李慈妍记者认为此片缺少适当地省略和留白；郑宰贤记者认为片中几次反转影响了叙事的流畅性。

## 同期上映作品
- 《阿凡達：水之道》
- 《英雄》
- 《猫头鹰》
- 《即使，這份愛今夜從世上消失》